# Jan Leśniak

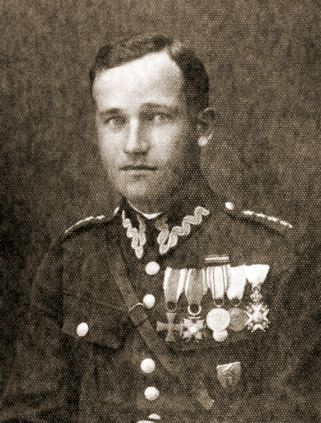
Jan Leśniak hier (vor 1939) als Kapitan (Hauptmann)

Jan Leśniak (* 21. November 1898 bei Gorlice; † 15. April 1976 in Wien) war vor und während des Zweiten Weltkriegs ein polnischer Offizier und Geheimdienstmitarbeiter des polnischen Chiffren-Büros Biuro Szyfrów (BS), zuletzt im Rang eines Pułkownik (Oberst).

## Leben
Geboren in Wampierzów bei Gorlice auf dem Landgut der Gräfin Skarbek im Norden des damaligen österreichisch-ungarischen Kronlandes Galizien, absolvierte er die kaiserlich-königliche Mittelschule in Gorlice. Im Jahr 1917, noch während des Ersten Weltkriegs, wurde er in die kaiserlich und königliche Armee einberufen. Unmittelbar nach Kriegsende trat er als Freiwilliger der neugegründeten polnischen Armee bei. Er kämpfte im polnisch-sowjetischen Krieg (1919–1921) und wurde schwer verwundet.
Am 1. Juni 1928 wurde er zum Kapitan (Hauptmann) befördert. 1932 absolvierte er die Höhere Kriegsschule Warschau. Mitte der 1930er-Jahre wurde er in die von Stefan Mayer geleitete nachrichtendienstliche Sektion II (polnisch: Oddział II) des polnischen Generalstabs versetzt. Er galt dort als der führende Spezialist in Sachen Wehrmacht und war ab 1937 Leiter der für Deutschland zuständigen Abteilung. In dieser Funktion trug er maßgeblich Verantwortung für die Interpretation der nachrichtendienstlichen Informationen, die die Kryptoanalytiker des BS4, also des für deutsche Chiffren (Enigma) zuständigen Referats des BS, durch laufende Entzifferung der verschlüsselten Funksprüche der Wehrmacht gewannen. Der polnische Generalstab erhielt so ein sehr präzises Bild über die deutschen Pläne und Gefechtsaufstellungen speziell des Heeres und der Kriegsmarine.
Im September 1939, nach dem deutschen Überfall auf Polen, wurde er zusammen mit anderen Offizieren des Generalstabs zunächst nach Brest evakuiert, und, unmittelbar vor der sowjetischen Besetzung Ostpolens am 17. September 1939, dann über Kolomyja nach Rumänien. Über die Hafenstadt Constanța brachte ihn ein Schiff ab dem 20. Oktober 1939 nach Marseille ins französische Exil. Nach dem Fall Frankreichs im Juni 1940 ging es weiter ins Vereinigte Königreich. Bis Kriegsende 1945 wirkte er in London weiterhin als Geheimdienst-Offizier. Darüber hinaus hielt er (unter einem Pseudonym) regelmäßig aufmunternde Rundfunkansprachen für seine Landsleute über Radio BBC.
Jan Leśniak starb lange nach dem Krieg im Alter von 77 Jahren infolge eines Verkehrsunfalls, den er auf der Rückreise aus Italien in Österreich erlitten hatte, nach kurzem Krankenhausaufenthalt in Wien.

## Auszeichnungen (Auswahl)
- Orden Polonia Restituta
- Verdienstkreuz der Republik Polen
- Order of the British Empire
- Ehrenlegion
- St.-Sava-Orden
- Bronze Star Medal